# Difel

Difel - Difusão Editorial SA foi uma editora literária portuguesa, com sede em Algés que durou de 1982 até ao começo de 2011.
O banqueiro Manuel Bulhosa adquiriu no Brasil a DIFEL – Difusão Européia do Livro, do editor Monteil.
No início da editora priviligiaram os livros de temática política e social só depois apostando na edição de ficção estrangeira. A estratégia passou por facultar ao público português alguns dos grandes nomes da literatura universal que estavam ausentes das livrarias nacionais. Autores como Marguerite Duras, Jorge Luis Borges, Marguerite Yourcenar, Gonzalo Torrente Ballester, Camilo José Cela, James Joyce ou Hermann Hesse não estavam sequer traduzidos ou tinham escassa divulgação.
Paralelamente, apostaram em novos autores e publicaram os primeiros livros de Isabel Allende, Amin Maalouf, Antonio Tabucchi, Colleen McCullough, Sue Townsend e Marion Zimmer Bradley e ainda o primeiro romance de Umberto Eco: O Nome da Rosa.
Os álbuns ilustrados sobre a temática do património artístico de Portugal também não existiam e Igrejas de Portugal, publicado em 1985, foi talvez, entre nós, o primeiro exemplo bem sucedido deste género.
Autores portugueses como António Mega Ferreira, Luísa Costa Gomes, Marcello Duarte Mathias e Fernando Campos (A Casa do Pó foi considerada pela crítica como um dos melhores romances históricos publicados em Portugal) também integraram o catálogo desta editora.
A Difel criou novas linhas editoriais com Colecções como Profissão: Adolescente, de Maria Teresa Maia Gonzalez; a colecção Sociedade em Debate ou a colecção Viajantes na Imaginação.
Em 2000, a Difel, conjuntamente com a editora Maria da Piedade Ferreira criaram uma nova editora, a Gótica, cujos objectivos foram, desde o início, a abordagem de um mercado alvo selectivo, apostando fortemente numa identidade própria através da edição de livros de qualidade, em géneros tão diferentes como o policial, o ensaio, a poesia e a literatura portuguesa e estrangeira.